# Зеленовола саїманга
Зеленовола саїманга (Hedydipna) — рід горобцеподібних птахів родини нектаркових (Nectariniidae). Представники цього роду мешкають переважно в Африці на південь від Сахари.

## Види
Виділяють чотири види:
- Саїманга зеленовола (Hedydipna collaris)
- Саїманга західна (Hedydipna platura)
- Саїманга довгохвоста (Hedydipna metallica)
- Саїманга аманійська (Hedydipna pallidigaster)

## Етимологія
Наукова назва роду Hedydipna походить від слова дав.-гр. ἡδυδειπνος — поїдаючий солодощі (від ἡδυς — солодкий і δειπνεω —  обідати.